# Человек в проходном дворе
«Челове́к в проходно́м дворе́» — советский четырёхсерийный художественный детективный фильм, снятый в 1971 году на Киностудии им. А. Довженко режиссёром Марком Орловым по одноимённой повести Дмитрия Тарасенкова. На экраны фильм вышел в 1972 году.

## Сюжет
В небольшом прибалтийском курортном городе убили бывшего советского партизана Григория Михайловича Юшкова, приехавшего на отдых. Его ударили по голове кастетом в проходном дворе. Выясняется, что убийство связано с гибелью партизанского отряда и советских подпольщиков в 1944 году. Их выдал гитлеровцам провокатор по кличке «Кентавр».
Расследование ведёт местное управление КГБ. Для оказания помощи следствию из Москвы направляется старший лейтенант госбезопасности Борис Вараксин. Поскольку в городе его никто не знает, он может действовать, не раскрывая себя. Под видом студента, который хочет подработать матросом на рыболовном судне в сельдяной экспедиции, Вараксин поселяется в гостинице «Endla» в трёхместном номере, где перед убийством проживал погибший. Он знакомится с людьми, которые были так или иначе связаны с Юшковым, и проверяет их на причастность к убийству. Отработав несколько версий, Вараксин вычисляет убийцу.
«Кентавр», оставшись жить в этом же городе после войны, работал водителем пригородного автобуса, и Юшков узнал его. «Кентавра» берут с поличным в момент, когда в том же проходном дворе он пытается убить другого разоблачившего его человека — моряка Войтина. Попутно сотрудники госбезопасности изобличают местную шайку расхитителей и спекулянтов.

## В ролях
- Геннадий Корольков — Борис Вараксин, сотрудник КГБ, старший лейтенант
- Иван Переверзев — Иван Фёдорович Войтин («Боцман»), сосед Вараксина по номеру в гостинице «Endla»
- Харий Лиепиньш — Отто Янович Пухальский, спекулянт, сосед Вараксина по номеру в гостинице «Endla»
- Виктор Чекмарёв — Генрих Осипович Буш, друг Юшкова, сотрудник мебельной фабрики
- Антс Эскола — Мартин Мягер, сосед Буша, сотрудник рыбного управления
- Ирина Скобцева — Клавдия Николаевна Юшкова, жена убитого Григория Михайловича Юшкова
- Вера Саранова — Рая Познанская, администратор в гостинице «Endla»
- Вацлав Дворжецкий — Кыргемаа, начальник местного горотдела КГБ
- Николай Ерёменко (старший) — Сибул, капитан милиции
- Олга Круминя — Тийна Лаанеметс, бывшая связная подпольщица
- Николай Лебедев — Владимир Пантелеймонович Попов, водитель рейсового пассажирского автобуса, он же Константин Константинович Тибунов, он же «Кентавр», агент гестапо
- Эве Киви — Кристина Куслап, сотрудница КГБ
- Лев Перфилов — сотрудник КГБ (в эпизодах)
- Ирина Стерлядкина — Ирина, секретарь-машинистка Мартина Мягера
- Айно Пихламяги — уборщица в гостинице Endla
- Прийт Ратас — директор гостиницы «Endla» (в титрах — Ф. Ратас)
- Арнольд Сиккел — старик с удочкой, сосед Тийны Лаанеметс
- Борис Трошкин — Рейно, спекулянт, знакомый Отто Пухальского
- С. Стаценко — Сёма (Семён), ухажёр Раи Познанской
- Л. Молчанов — парень со свинчаткой из компании Сёмы
- Александр Таза — Сергей, парень из компании Сёмы, племянник Мартина Мягера
- Борис Чипурин — певец в ресторане «Раннахооне»
- Ирина Куберская — официантка в ресторане «Rannahoone» (нет в титрах)
- Н. Озолиня — продавец в табачном ларьке (эпизод)
- Николай Невердинов — мальчик в рейсовом пригородном автобусе (эпизод)
- Э. Симсон — диспетчер в автобусном парке (эпизод)
- М. Шатохин — водитель панелевоза (эпизод)

## Съёмочная группа
- Автор сценария — Дмитрий Тарасенков
- Режиссёр-постановщик — Марк Орлов
- Оператор-постановщик — Владимир Давыдов
- Художник-постановщик — Виктор Мигулько
- Композитор — Людгардас Гедравичюс[1]
- Текст песни Наума Олева[1]
- Песню исполняет Борис Чипурин[2]
- Дирижёр — И. Ключарёв
- Звукооператор — Ростислав Максимцов
- Режиссёр — С. Винокуров
- Оператор — Владимир Давыдов
- Ассистенты:

- режиссёра — М. Мощепако, Н. Осипенко
- оператора — И. Джеломанов, В. Пономарёв

- Художник по костюмам — Г. Фомина
- Художник-гримёр — В. Талько
- Художник-декоратор — В. Павленко
- Мастер светотехники — М. Маслов
- Монтаж — Тамары Сердюк
- Редактор — Т. Колесниченко
- Консультанты — Н. Черпак, В. Найдёнков
- Директор фильма — Александр Шепельский

## Технические данные
- Производство — Киностудии им. А. Довженко
- Художественный фильм, четырёхсерийный, телевизионный, чёрно-белый

## Создание фильма

### Места съёмок
В отличие от книги, в которой по ряду признаков события развиваются в Литве, в фильме действие, опять же по ряду признаков, происходит в Эстонии.
- Городские сцены фильма снимались в Таллине. Прежде всего, это «проходной двор», давший название телефильму. На самом деле, это Катарийна-Кяйк — небольшой переулок, соединяющий параллельно идущие улицы Вене и Мюйривахе[3][4].
- Также местом съемок стала улица Пикк, изображающая средневековые улицы города, на которой снята значительная часть городских сцен сериала[3].
- Вид же на море, пляж, улицы курортного города, гостиница «Эндла», а также ресторан «Раннахооне», где моряк Войтин просит музыкантов исполнить песню «Сосны» Людгардаса Гядравичюса на слова Наума Олева, снимались в Пярну[3][5].

### Подбор актёров
Поскольку место действие в фильме (как и в книге) не привязывается к конкретной республике, а определяется как абстрактная «Прибалтика», то актёры для съемок тоже подбирались по «прибалтийскому колориту», а не по эстонской национальности. Так, бывшую эстонскую партизанку Тийну Лаанеметс играет латвийская актриса Олга Круминя, а начальник горотдела КГБ в эстонском городе, с эстонской фамилией Кыргемаа — Вацлав Дворжецкий, польский дворянин по происхождению. А поскольку актёры озвучивали своих героев сами, то в их речи заметен неаутентичный акцент.

## Отличия от книги
Сценарий телефильма написал автор одноимённой книги, экранизацией которой фильм стал — Дмитрий Тарасенков. Тем не менее, отличия от книги в фильме имеются.
- В книге, хотя этого напрямую и не утверждается, но следует из названий мест и фамилий ряда действующих лиц, события развиваются в Литве.
- В фильме же действие перенесено в Эстонию, хотя этого также напрямую не утверждается. Это следует, например, из силуэтов и видов улочек Старого Таллина. Поэтому населенные пункты и ряд героев получил эстонские имена. Так, городок Радзуте, куда водил автобус «Кентавр», получил эстонское название Ранну. Бывшая подпольщица Евгения Станкене стала Тийной Лаанеметс, сосед Буша Юрий Суркин стал Мартином Мягером, капитан милиции Сипарис в фильме Сибул, а начальник горотдела КГБ Валдманис получил фамилию Кыргемаа[5].
- Также изменены, по сравнению с повестью, имена и фамилии некоторых других действующих лиц. К примеру, убитый вместо Тараса Ищенко получил более нейтральное имя Григорий Юшков, не имеющее украинских ассоциаций. Горничная Рая из Быстрицкой стала Познанской. А Пухальский, сосед Вараксина по гостиничному номеру, в фильме не Николай Гаврилович, а Отто Янович, командирован не из Саратова, а из Риги — возможно, чтобы сохранить прибалтийский колорит фильма[5].

## Прокатная история фильма вСССР
Вскоре после премьеры телефильма, во второй половине 1970-х гг., как автор сценария Дмитрий Тарасенков, так и оператор-постановщик Владимир Давыдов эмигрировали в США. Благодаря лейтмотиву фильма — положительному образу сотрудника КГБ, разоблачающего скрывавшегося после окончания Великой Отечественной войны приспешника фашистов, фильм не был «положен на полку», однако в транслировавшихся по телевидению копиях фильма имена эмигрантов были удалены из титров, вследствие чего позиции «автор сценария» и «оператор-постановщик» в них отсутствуют. Сделано это было путём простого вырезания соответствующего метража, поэтому песня «Сосны с непокрытой головой», исполняемая на фоне титров, дважды заметно «заикалась».

## Галерея

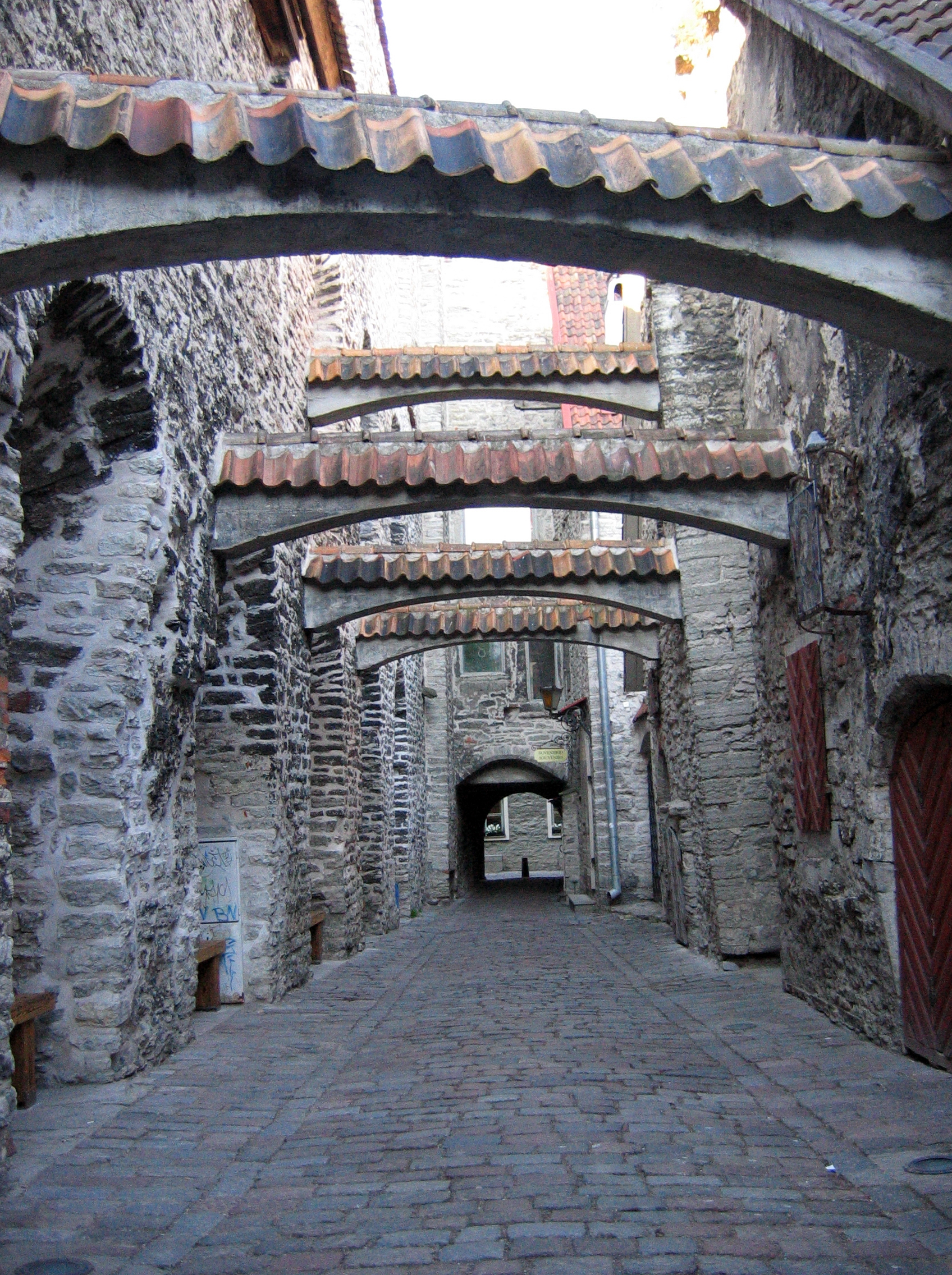
Таллин. Катарина Кяйк — проходной двор в фильме
Таллин. Угол улиц Пикк и Вооримехе — место встреч в фильме (Тийны Лаанеметс и Юшкова, Вараксина и города)